# Subingen
Subingen es una comuna suiza del cantón de Soleura, ubicada en el distrito de Wasseramt. Limita al norte con la comuna de Deitingen, al este con Wangenried (BE), Inkwil (BE), Bolken y Etziken, al sur con Hüniken, Horriwil y Oekingen, y al oeste con Derendingen.

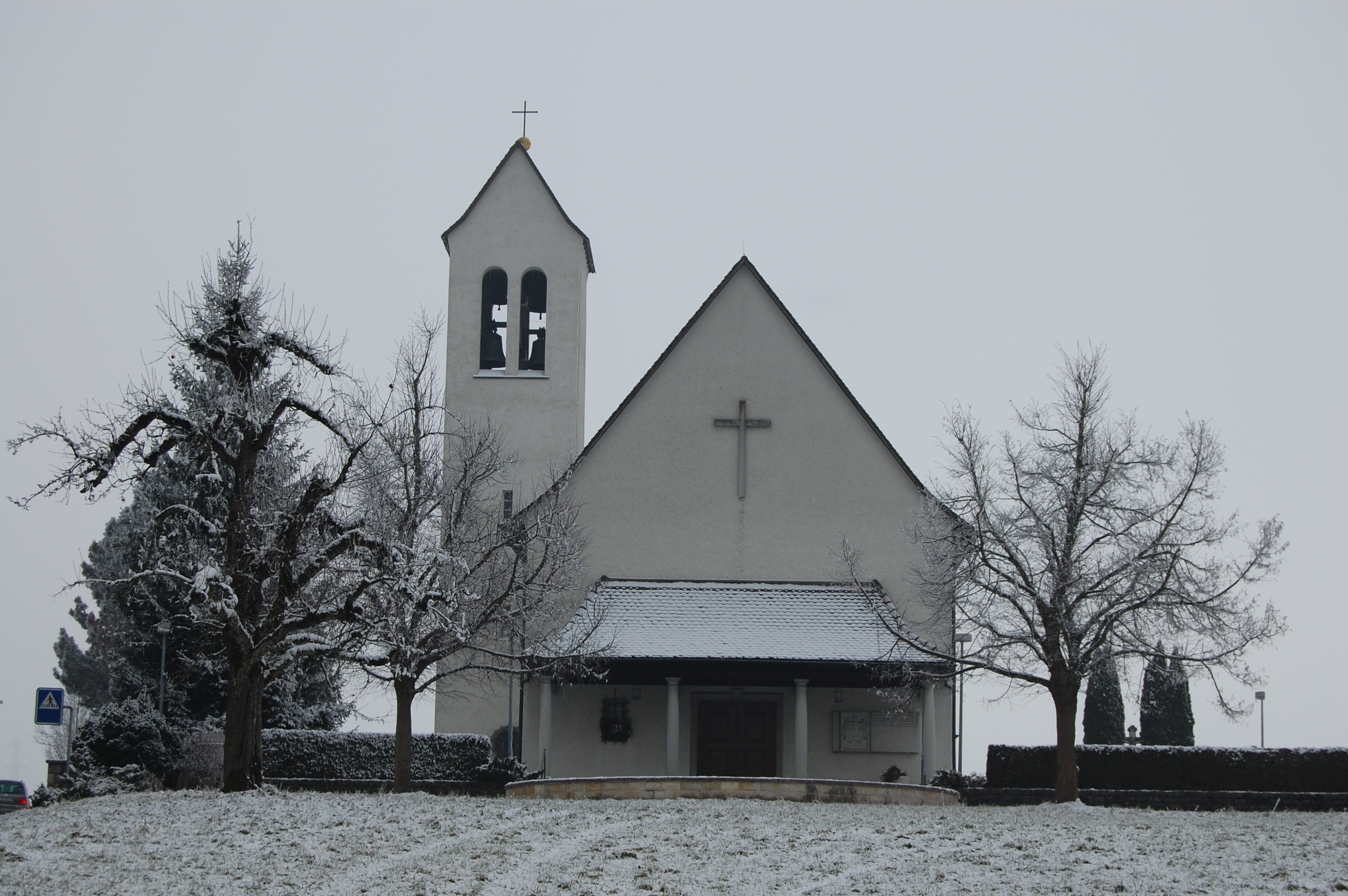
Iglesia de Subingen.